# 15631 Dellorusso
15631 Dellorusso è un asteroide della fascia principale. Scoperto nel 2000, presenta un'orbita caratterizzata da un semiasse maggiore pari a 3,0029118 UA e da un'eccentricità di 0,0781280, inclinata di 10,54304° rispetto all'eclittica.